# Антонюк Іван Миколайович

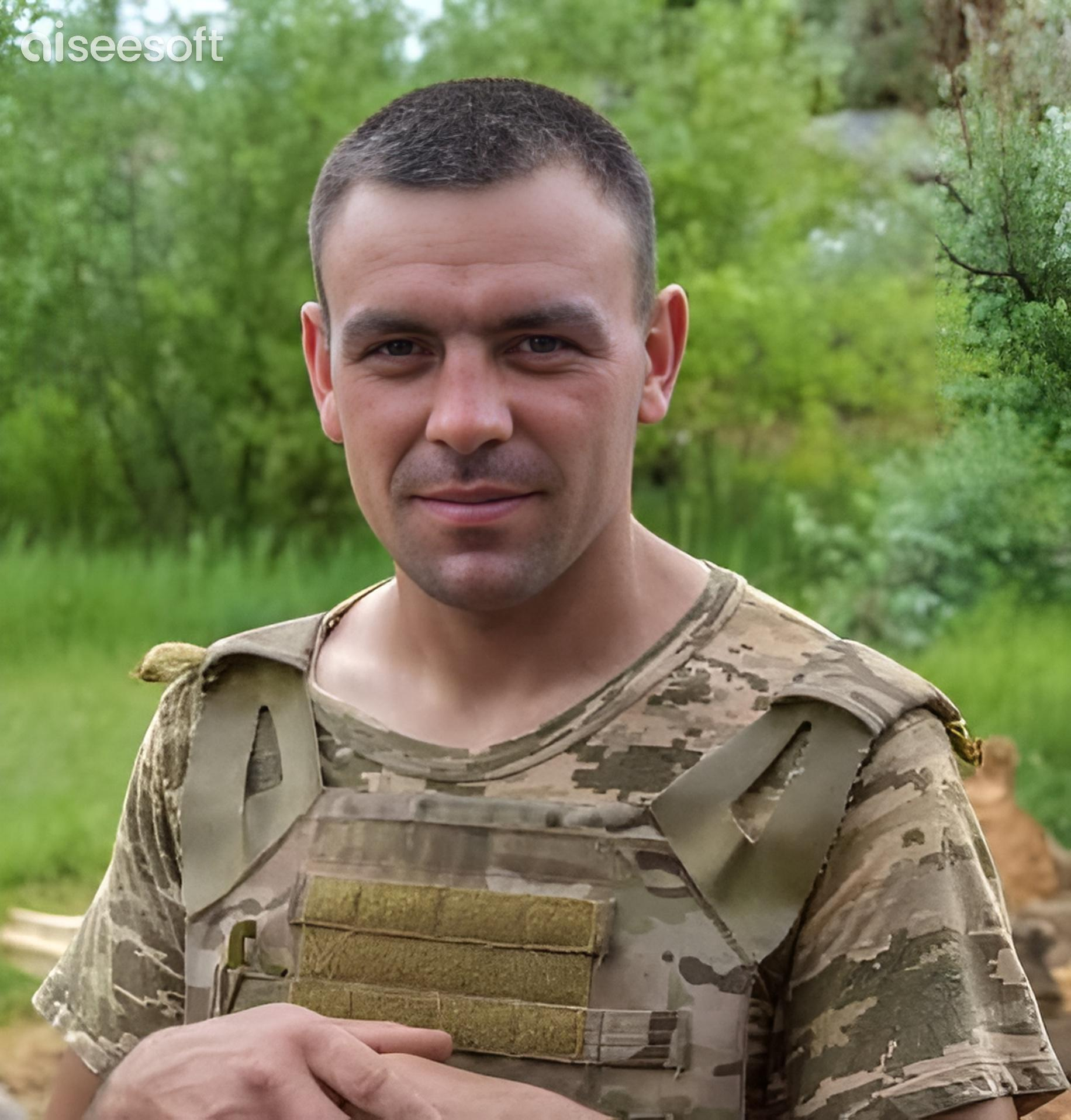
Іван Антонюк на Луганщині

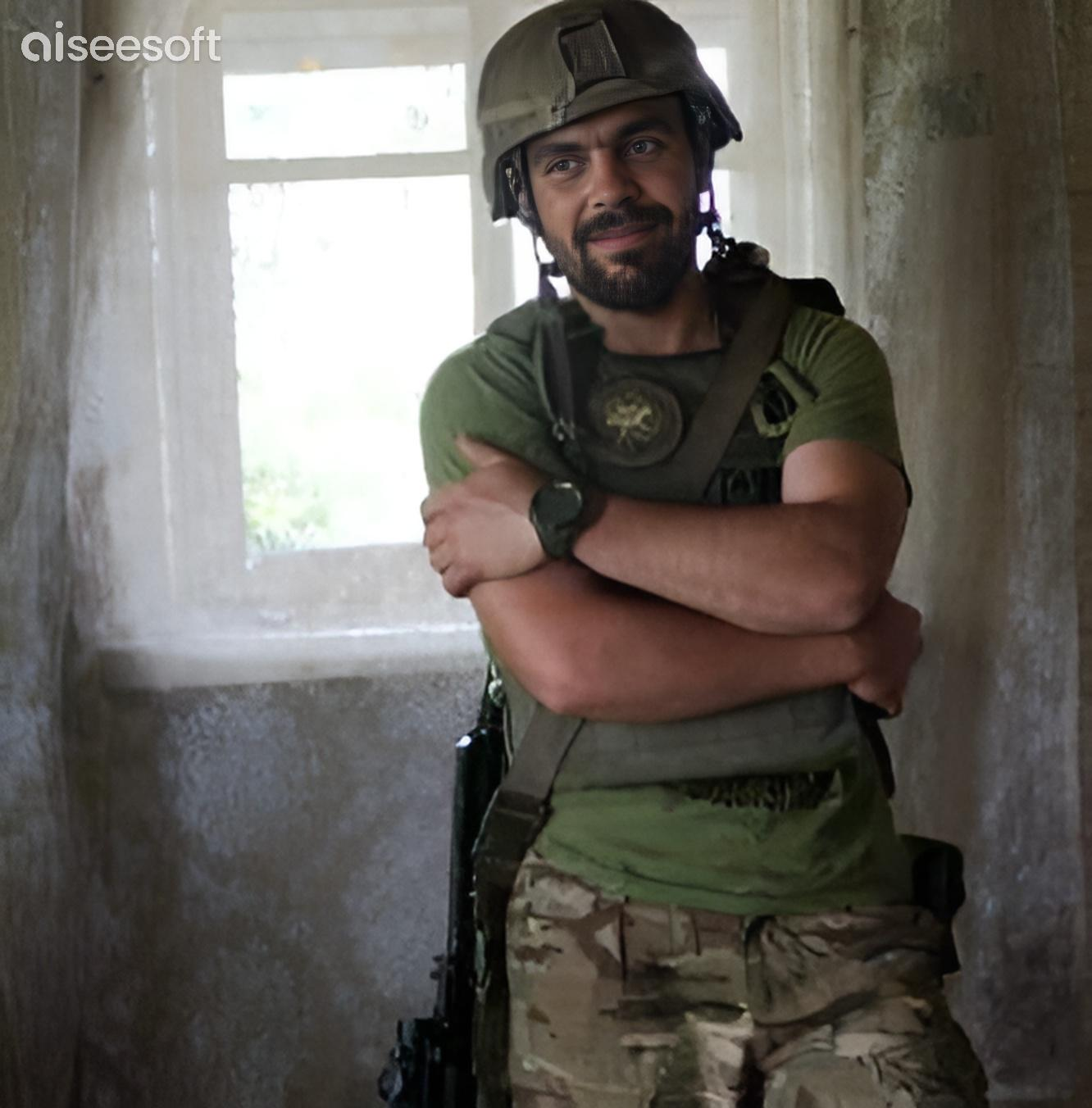
Іван Антонюк на Донбасі

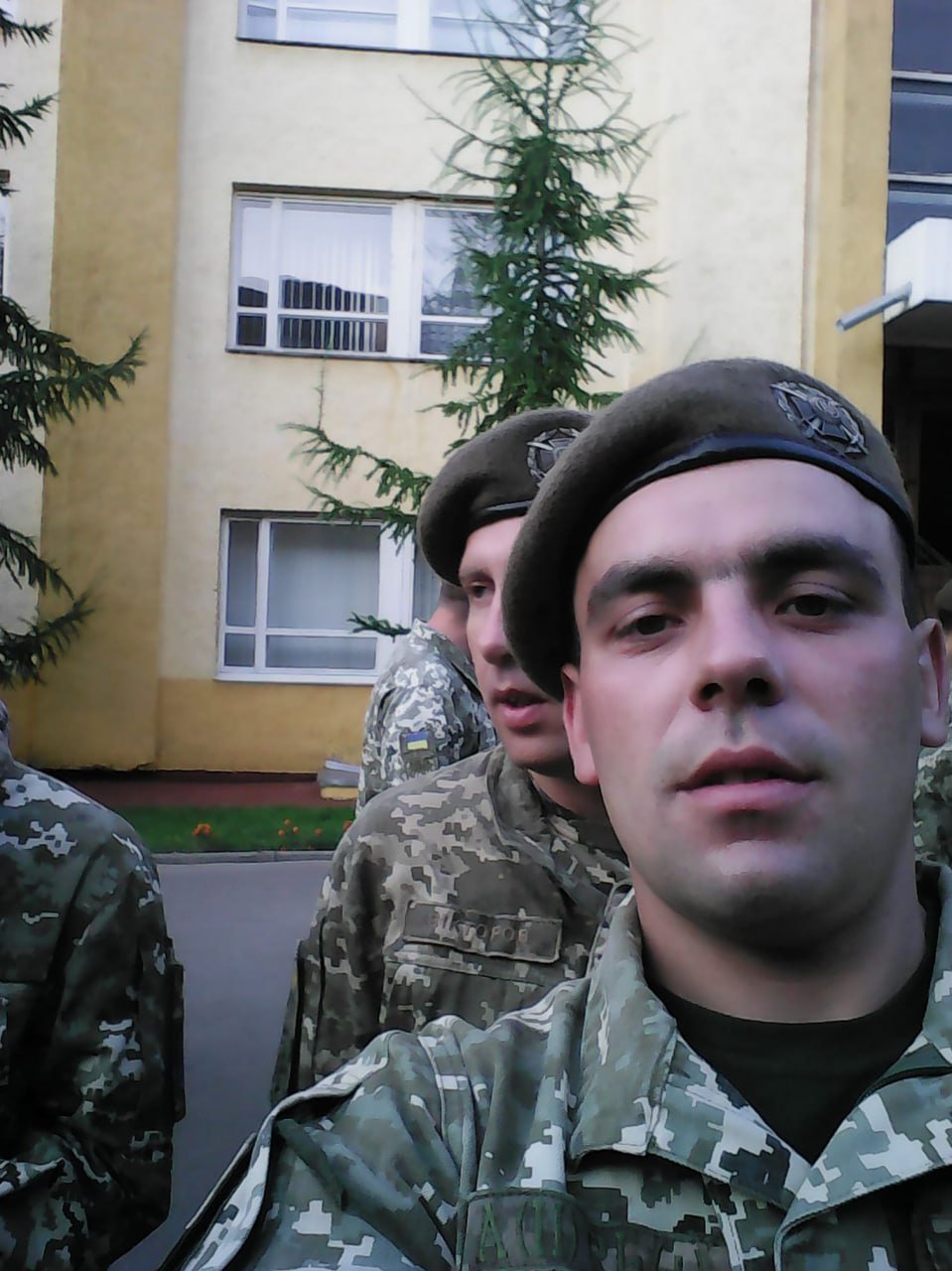
Іван Антонюк на вишколі

Іван Миколайович Антонюк (нар. 19 березня 1992, с. Купичів Турійського району Волинської області, Україна — пом. 6 березня 2022, м. Золоте Сєвєродонецького району Луганської області, Україна) — громадський діяч, краєзнавець, лейтенант, командир 1-ї роти 1-го механізованого батальйону 24 ОМБр Збройних сил України, учасник російсько-української війни, який загинув у ході російського вторгнення в Україну у 2022 році.

## Біографія
Дід по батьківській лінії — Антонюк Василь Тимофійович був учасником УПА, бабця по маминій лінії — Цехош Ганна Василівна, заслуженим вчителем, директором Купичівської ЗОШ І-ІІІ ступенів, батько — Микола Васильович, краєзнавець, очолював з 1989 року осередок «Народного руху України» у Купичеві.
У 2007 році Іван Антонюк закінчив Купичівську ЗОШ І-ІІІ ступенів.
З 4 березня 2009 року очолював «Молодий Народний Рух» на Волині. Підтримав 5 вересня 2013 року об'єднання волинських осередків «Молодого Народного Руху» та «Батьківщини Молодої».
Був ініціатором відновлення пам'ятника загиблим воякам УПА в Купичеві. Щороку організовував відвідування молоддю колишньої бази УПА «Січ» в урочищі Вовчак, а також походи на Говерлу. Як волонтер брав активну участь у організації фестивалів Бандерштат. Створив футбольну команду з молодих рухівців .
Закінчив Володимир-Волинський агротехнічний коледж. Учасник Революції гідності.
У лютому 2015 року добровольцем пішов на фронт. За сім років пройшов шлях від солдата (механіка-водія БМП) до командира роти. Мав позивний «Антоніо».
Випускник географічного факультету Волинського національного університету імені Лесі Українки.
Співавтор книги «Там де воскресла Україна. Вовчак», яка вийшла у Луцьку .
У 2019 року закінчив Національну академію сухопутних військ ім. Петра Сагайдачного.
З серпня 2019 року був командиром кулеметного взводу 1-ї роти механізованого батальйону 24 ОМБр ЗСУ. Виконував обов'язки на Маріїнському напрямку в с. Новомихайлівка Покровського району Донецької області. Того ж року очолив 1-шу роту, яку своїми організаторськими зусиллями зробив взірцевою. Проходив службу неподалік м. Світлодарськ Бахмутського району Донецької області, а згодом в м.Золоте Сєвєродонецького району Луганської області. Під прикриттям артилерійського вогню 6 березня 2022 року російські танки наблизилися до КСП "Антоніо". Несподівано виявилося, що навколишня територія була розмінованою (хоча напередодні Івану повідомили протилежне). "Антоніо" встиг радіозв'язком доповісти керівництву про розташування та кількість ворогів. За 20 метрів до бліндажу під'їхав танк на почав обстрілювати укриття. У цей момент "Антоніо" та снайпер "Фіксік" вирішили його нейтралізувати з РПГ-22. Іван вискочив з бліндажа, але кулеметна куля поцілила у скроню та обірвала життя. Після цього відбулася евакуація КСП, а невдовзі - контратака, яка відкинула ворогів.  Тіло Івана перевезли до напівзруйнованого Сєвєродонецького моргу, а звідти до Бахмута та Дніпра  .
Похорони відбулися 14 березня 2022 року на Пагорбі Слави у рідному селі Купичів на Волині. Могила Івана знаходиться поряд із загиблим у бою з росіянами на Київщині земляком Леонідом Тімцом. Чин похорону над Іваном Антонюком здійснював єпископ Володимир-Волинський та Турійський ПЦУ Матвій На роковини вийшов фільм пам'яті "Антоніо" під назвою "Шлях воїна"
19 листопада 2023 року у Збаразькому замку Івана Антонюка посмертно нагородили орденом "Народний Герой України"  Відзнаку вручили матері - Світлані Михайлівні. На церемонії вручення ордену виступили бойові побратими Івана.
13 червня 2024 року на приміщені Купичівського ліцею було урочисто відкрито стіну пам'яті полеглим захисникам України. Одна із восьми меморіальних дошок вшановує подвиг Івана Антонюка. 
25 липня 2024 року вулицю Гагаріна в с. Купичів було перейменовано на Івана Антонюка
28 лютого 2025 року на телеканалі "Аверс" вийшов фільм "Їх забрала війна. Іван Антонюк"

## Нагороди
- орден «Богдана Хмельницького» ІІІ ступеня (2022, посмертно) — за особисту мужність і самовіддані дії, виявлені у захисті державного суверенітету та територіальної цілісності України, вірність військовій присязі.
- орден «За мужність» ІІІ ступеня (13 жовтня 2020) — за значний особистий внесок у зміцнення обороноздатності Української держави, мужність і самовідданість, виявлені під час бойових дій, високий професіоналізм та зразкове виконання службових обов'язків.
- орден (недержавний) "Народний Герой України" (19 листопада 2023, посмертно).

Нагороджений відзнакою Президента України «За участь в антитерористичній операції», нагрудним знаком «Козацький хрест» І ступеню та низкою інших відзнак Міністра оборони, начальника Генерального штабу, командира 24-ї ОМБР.